# Johannes Josephus de Vlam
Jan Jozef de Vlam (Rijsbergen, 21 maart 1828 – Eindhoven, 20 januari 1898) was een revolutionair onderwijzer en tevens een van de eerste pedagogen in het zuiden van Nederland. Als hoofd van verscheidene onderwijsinstellingen werd De Vlam uiteindelijk als toonaangevend beschouwd voor het onderwijs van Noord-Brabant en met name in regio Eindhoven. 
Op 6 en 7 april 1853 behaalde De Vlam uiteindelijk zijn onderwijzersakte tweede rang, nadat eerder de vierde en derde al behaald werden. In 1854 startte De Vlam als hoofd van de lagere school (stadsschool) van Eindhoven. Aan deze school werd in 1865 mede dankzij De Vlam nog een ulo-opleiding verbonden en wist deze functie als hoofd uiteindelijk te bekleden tot 1893. Naast deze functie werd De Vlam vanaf de opening van de rijksnormaalschool, die later kweekschool en pedagogische academie zou worden genoemd, in 1859 aangesteld als hoofd van deze school, waarvan hij deze tot 1897 zou blijven uitvoeren, nadat hij in dat zelfde jaar werd aangesteld tot arrondissementsschoolopziener. In deze periode hielp De Vlam onder zijn visie meerdere scholen mee op te zetten en bekleden tussendoor,  naast zijn huidige functies, de functie als hoofd van verschillende scholen. Als hoofd van de rijksnormaalschool ontfermde De Vlam zich over de jonge student Hendrik Ouwerling, die later in 1876 ook bij hem in de kost ging.
De Vlam bleef zich als onderwijzer ontwikkelen en behaald nog een diploma voor de Franse taal en in 1868 behaalde hij voor de middelbare opleiding Nederlandse taal- en letterkunde. Als onderwijzer behaalde hij ook provinciale erkenning nadat in 1857, samen met nog een aantal onderwijzers, op voordracht van de Provinciale Commissie van Onderwijs verantwoordelijk werden geacht voor de ontwikkelingen op het gebied van onderwijs binnen de provincie en daarvoor uiteindelijk van Gedeputeerde Staten een boekwerk kregen aangeboden, om zo hun waardering uit te spreken. 
Behalve naar het onderwijs ging De Vlams liefde uit naar de Nederlandse taal. Zo stond de onderwijzer bekend als een verfijnd (kinder)dichter, schrijver van kinderliedjes en verdiepte zich voornamelijk ook in het Meierijse dialect. Verder bracht De Vlam ook vele stukken uit in tijdschriften en onderwijsbladen met betrekking tot letterkunde en pedagogiek, welke veelal onder een pseudoniem werden uitgebracht.

## Trivia
- In het aan Eindhoven grenzende Best is een straat vernoemd naar De Vlam.